# Neoancistrotus
Neoancistrotus is een geslacht van hooiwagens uit de familie Gonyleptidae.
De wetenschappelijke naam Neoancistrotus is voor het eerst geldig gepubliceerd door Mello-Leitão in 1927. 

## Soorten
Neoancistrotus omvat de volgende 12 soorten:
- Neoancistrotus bifurcatus
- Neoancistrotus bipustulatus
- Neoancistrotus bristowei
- Neoancistrotus dubius
- Neoancistrotus gracilis
- Neoancistrotus guapimirim
- Neoancistrotus intermedius
- Neoancistrotus maculipalpi
- Neoancistrotus nigroides
- Neoancistrotus obscurus
- Neoancistrotus rosai
- Neoancistrotus thiacanthus